# نیروی زمینی اوکراین
نیروی زمینی اوکراین (اوکراینی: Сухопутні Війська)یکی از پنج شاخه نیروهای مسلح اوکراین هستند. آنها از تشکیلات، واحدها و مؤسسات نیروی زمینی شوروی تشکیل شدند، از جمله سه ناحیه نظامی (منطقه نظامی کیف، کارپات و اودسا) که در زمان فروپاشی اتحاد جماهیر شوروی در خاک اوکراین بودند.
پس از استقلال اوکراین از اتحاد جماهیر شوروی سوسیالیستی در سال ۱۹۹۱، اوکراین تجهیزات متعلق به دوران ارتش شوروی خود را حفظ کرد. نیروهای مسلح پس از سال ۱۹۹۱ به‌طور نظام‌مند کوچک شدند و در نتیجه تا ژوئیه ۲۰۱۴ تا حد زیادی ویران شدند.[3] از زمان شروع جنگ در دونباس در آوریل ۲۰۱۴ در شرق اوکراین، اوکراین به تقویت نیروهای مسلح خود ادامه می‌دهد. [3][4][5] تعداد ۱۲۹۹۵۰ نفر آن در مارس ۲۰۱۴[6] به ۲۰۴۰۰۰ پرسنل فعال در می ۲۰۱۵ افزایش یافته بود، [7] که شاخه نیروی زمینی دارای ۱۶۹۰۰۰ سرباز تا سال ۲۰۱۶ بود. متشکل از سربازان قراردادی بود.[8]نیروهای زمینی اوکراین همچنین تانکهای مدرن‌ترو بسیاری از انواع دیگر تجهیزات جنگی را دریافت کرده‌اند.[9]